# André Maschinot
André Maschinot (28 de juny de 1903 - 10 de març de 1963) fou un futbolista francès dels anys 1920 i 1930.
Pel que fa a clubs, destacà al FC Sochaux, on jugà entre 1929 i 1930. Fou internacional amb França i participà en la Copa del Món de 1930, on marcà dos gols enfront Mèxic. Fou el primer doblet en un partit d'un Mundial.

## Palmarès
- Lliga francesa de futbol: 1935
- Copa Peugeot: 1931